# Фискаля
Фиска̀ля (на италиански: Fiscaglia) е община в северна Италия, провинция Ферара, регион Емилия-Романя. Разположена е на 1 m надморска височина. Населението на общината е 9438 души (към 2012 г.).
Общината е създадена в 1 януари 2014 г. Тя се състои от три предшествуващи общини: Маса Фискаля, Милярино и Миляро. Административен център е градче Миляро (Migliaro).